# Diodora patagonica

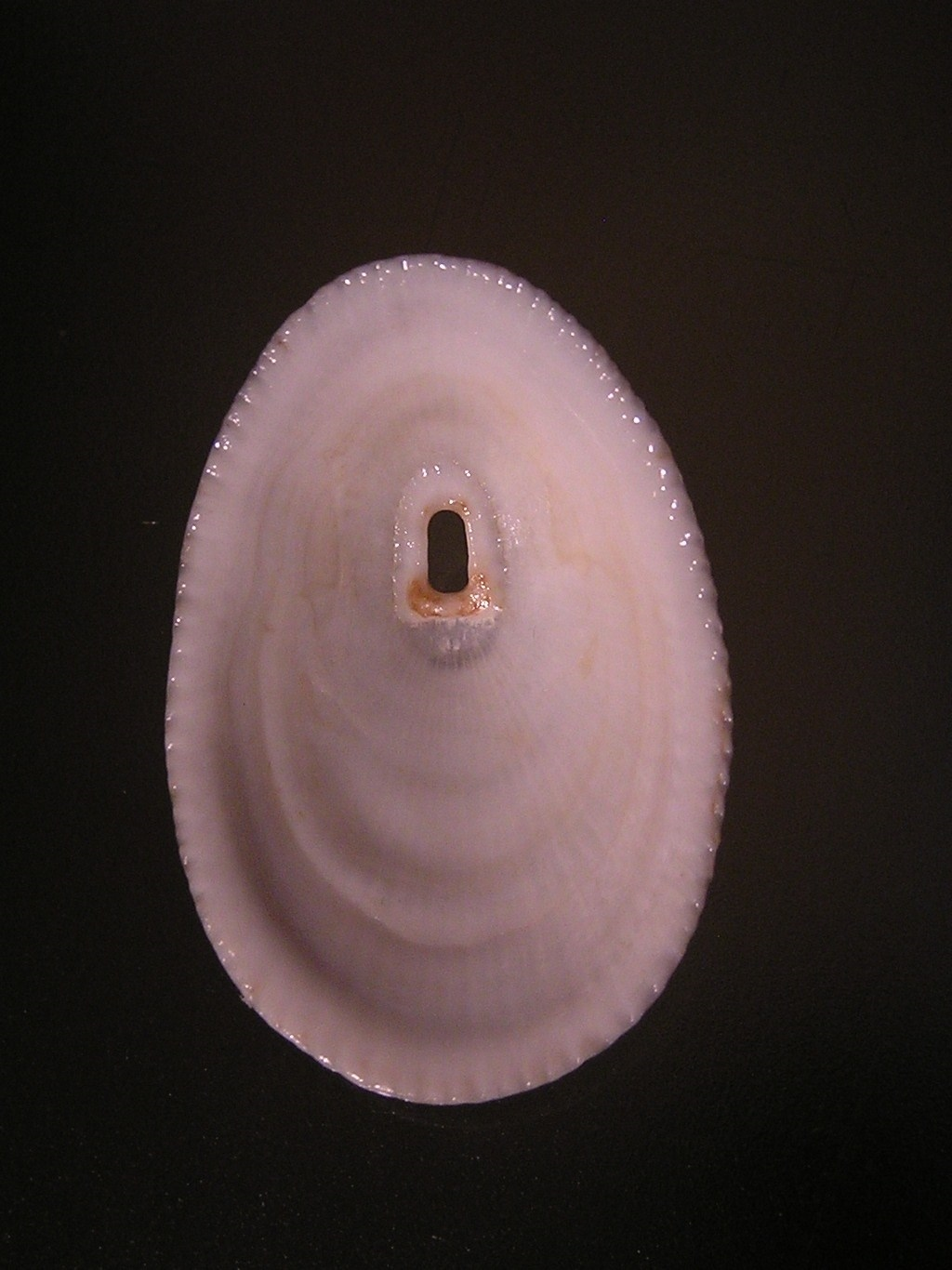
Vista ventral de una concha de Diodora patagonica

Diodora patagonica, también conocida como Fisurela verde, es una especie de molusco gasterópodo marino de la familia Fissurellidae, conocidas comúnmente como las lapas hendidas.

## Características
La concha en su parte externa es de color variable de crema a oliváceo, y blanca en al interna, con el borde crenado. Puede alcanzar un largo máximo de 38 mm. Es de tamaño mediano, cónica alta, desde la vista dorsal se observa ovalada y ligeramente más angosta en la parte anterior. Tiene la parte anterior con pendiente recta, mientras que la posterior es suavemente cóncava. La base de la concha es cóncava desde una vista lateral.

## Hábitats y distribución
Es una especie relativamente común en el Atlántico sur, que se distribuye desde Río de Janeiro hasta el extremo sur de Tierra del Fuego. También se la ha encontrado en el Estrecho de Magallanes y Cabo de Hornos. Ejemplares fósiles han sido hallados en el Mioceno en Chile central determinados como Diodora aff. patagonica. Habita en sustrato rocosos del intermareal al submareal.